# 三马坊乡
三马坊乡，是中华人民共和国河北省张家口阳原县下辖的一个乡镇级行政单位。

## 行政区划
三马坊乡下辖以下地区：
三马坊村、大蟒沟村、东辛庄村、大湾台村、澡洗塘村、东窑头村、牛圈村、西小庄村、西窑头村、东小庄村和二马坊村。